# Hlohovec (ort i Tjeckien)
Hlohovec är en ort i Tjeckien.   Den ligger i distriktet Okres Břeclav och regionen Södra Mähren, i den sydöstra delen av landet, 220 km sydost om huvudstaden Prag. Hlohovec ligger 177 meter över havet och antalet invånare är 1 315.
Terrängen runt Hlohovec är platt.Runt Hlohovec är det tätbefolkat, med 276 invånare per kvadratkilometer. Närmaste större samhälle är Břeclav, 8,9 km öster om Hlohovec. Omgivningarna runt Hlohovec är en mosaik av jordbruksmark och naturlig växtlighet.